# Les Cullayes
Les Cullayes es una localidad y antigua comuna suiza del cantón de Vaud, situada en el distrito de Lavaux-Oron. Desde el 1 de enero de 2013 hace parte de la comuna de Servion.

## Historia
La primera mención escrita de Les Cullayes data de 1359 bajo el nombre de Culaes. La comuna hizo parte hasta el 31 de diciembre de 2007 del distrito de Oron, círculo de Mézières. La comuna mantuvo su autonomía hasta el 31 de diciembre de 2011. El 1 de enero de 2012 pasó a ser una localidad de la comuna de Servion tras su fusión esta.

## Geografía
La antigua comuna limitaba al norte con la comuna de Mézières, al este con Servion, al sur con Forel (Lavaux) y Savigny, y al oeste con Montpreveyres. 